# Namás
«Namás» —contracción entre las palabras: nada y más— es la quinta canción del álbum debut Gepinto (2005) del cantante chileno Gepe. La canción salió como primer sencillo en el 2005. También formó parte del álbum Panorama neutral, el primer compilado del sello independiente Quemasucabeza. En diciembre de 2006, la edición Argentina de la revista Rolling Stone la ubicó en el puesto 49° dentro de Los 100 mejores temas del 2006.

## Personal
- Gepe: Voz, guitarra acústica y palmas.
- Dadalú: Voz.

## Video musical
Fue el primer videoclip del cantante, y fue dirigido por Francisco Mendoza. Participan en el video Gepe y Dadalú.

## Recepción

### Críticas
En la revisión del álbum, el crítico Héctor Aravena de Rockaxis escribió que la canción: "Namas debe ser uno de los puntos alto del disco, por su melodía, letra y arreglos de canción de raíz con la voz de Gepe demostrando gran ingenio cantando: Y sino tengo na' que decir / y sino tengo na' que cantar / pa' qué pierdo el tiempo así / si lo dicho, ya dicho está."
Y la revista Rolling Stone de Argentina escribió sobre la canción: "El ritmo de cueca se mezcla con las nuevas formas de free-folk, por encima una voz abrevia las frases para no perder tiempo, brillar en silencio y marcar señas de cambio que llegan desde Chile".

### Listas
- Los 100 mejores temas del 2006 según Rolling Stone (Argentina): #49